# Stamnodes sistenata
Stamnodes sistenata är en fjärilsart som beskrevs av Dyar 1913. Stamnodes sistenata ingår i släktet Stamnodes och familjen mätare. Inga underarter finns listade i Catalogue of Life.